# Železniční trať Bakov nad Jizerou – Kopidlno
Železniční trať Bakov nad Jizerou – Kopidlno je jednokolejná regionální dráha. V jízdním řádu pro cestující je označena číslem 063. Trať vede z Bakova nad Jizerou do Kopidlna přes odbočku Zálučí, Dolní Bousov, Dětenice, Libáň a odbočku Kamensko. Pravidelná osobní doprava byla ukončena 31. října 2021.
Úsek Kopidlno – Dolní Bousov slouží jako experimentální trať společnosti AŽD Praha. V dubnu 2025 na ni vyjel poprvé autonomní vůz 811.111 EDITA v pravidelném provozu s cestujícími.

## Historie

### Úsek Kopidlno–Libáň
Na úsek Kopidlno–Libáň byl kromě jiných drah 9. května 1881 vydán list povolení Františka Josefa Prvního, kterým byla oficiálně povolena výstavba a užívání tohoto úseku včetně provozování dopravy na něm. Mělo se jednat o lokomotivní regionální dráhu o standardním rozchodu 1 435 mm, koncesionáři se zavázali k okamžitému zahájení stavby a jejímu dokončení nejpozději 1. září 1882, po čemž mělo následovat zahájení pravidelného provozu.
Dráhu vlastnila společnost České obchodní dráhy od března 1882 až do svého zestátnění 1. ledna 1908.

### Úsek Libáň–Bakov
Listina o koncesi ze dne 17. května 1882 byla vydána ke stavbě a provozování lokomotivní železnice, která měla být zřízena jako místní dráha o standardním rozchodu 1 435 mm, ze stanice Libáň přes Dětenice a Dolní Bousov do Bakova nad Jizerou. Koncesionář se zavázal, že okamžitě zahájí výstavbu tohoto úseku, a že nejdéle rok od zahájení stavby stavbu dokončí a započne pravidelný provoz.
Dráhu vlastnila společnost České obchodní dráhy od července 1883 až do svého zestátnění 1. ledna 1908.

### Provoz na trati
V roce 1900 byly podle tehdejšího jízdního řádu v provozu tyto stanice: Kopidlno, Libáň-Psinice, Dětenice, Domousnice, Bousov Dolní, Obrubce, Kněžmost, Bakov město, Bakov.
| období jízdního řádu                                                                | číslo tratě a provozovaný úsek                               | počet vlaků |
| ----------------------------------------------------------------------------------- | ------------------------------------------------------------ | --- |
| 1900                                                                                | 16 Kopidlno–Bakov                                            | 2 Sm |
| 1921 léto                                                                           | 132 Bakov–Kopidlno                                           | 2 Sm Bakov–Dětenice, 5 Sm Dětenice–Kopidlno                                                                            |
| 1928/29 zima                                                                        | 137 Bakov nad Jizerou – Kopidlno                             | 2 N + 2 M Bakov nad Jizerou – Dolní Bousov, 2N + 3 M Dolní Bousov – Dětenice, 5 N + 3 M Dětenice–Kopidlno              |
| 1937/38 zima                                                                        | 162 Bakov nad Jizerou – Kopidlno                             | 5 Os Bakov nad Jizerou – Dolní Bousov, 6 Os Dolní Bousov – Dětenice, 12 Os Dětenice–Kopidlno                           |
| 1944/45                                                                             | 505f Bakov nad Jizerou – Kopidlno                            | 5 Os Bakov nad Jizerou – Rokytňany, 7 Os Rokytňany–Dětenice, 8 Os Dětenice–Kopidlno                                    |
| 1945/46                                                                             | 4q Bakov nad Jizerou – Kopidlno                              | 6 Os Bakov nad Jizerou – Dolní Bousov, 7 Os Dolní Bousov – Rokytňany, 9 Os Rokytňany–Dětenice, 11 Os Dětenice–Kopidlno |
| 1959/60                                                                             | 6b Kopidlno – Dětenice – Bakov nad Jizerou / Dobrovice město | 10 Os Kopidlno–Dětenice, 6 Os Dětenice – Bakov nad Jizerou                                                             |
| 1988/89                                                                             | 063 Bakov nad Jizerou – Kopidlno                             | 8 Os Bakov nad Jizerou – Dětenice, 5 Os Dětenice–Kopidlno                                                              |
| 2002/03                                                                             | 063 Bakov nad Jizerou – Kopidlno                             | 5 Os Bakov nad Jizerou – Dolní Bousov, 6 Os Dolní Bousov – Osenice, 8 Os Osenice–Kopidlno                              |
| 2012/13                                                                             | 063 Bakov nad Jizerou – Dolní Bousov                         | 3 Os |
| Vysvětlivky Sm – smíšený vlak, N – nákladní vlak s přepravou osob, Os – osobní vlak |                                                              | |

Doprava na trati byla řídká, zejména osobní (kromě Bakova nemá žádná z obsluhovaných obcí nad 2500 obyvatel). Od prosince 2007 byla osobní doprava mezi Dolním Bousovem a Kopidlnem omezena jen na víkendové spoje a i ty byly od března 2010 nahrazeny autobusem; na zbývajícím úseku jezdilo od té doby 5 párů spojů v pracovní dny, v GVD 2010/2011 byl provoz zastaven, nicméně v březnu 2011 obnoven ve stejném rozsahu 5 párů spojů, od GVD 2011/2012 byl snížen na 3 páry, což bylo zachováno dodnes,[kdy?] od GVD 2017/2018 jezdil po trati o sobotách a nedělích v létě též Podtrosecký rychlík dopravce KŽC Doprava, který zastavoval v Kněžmostě. Jeho provoz skončil v roce 2019. Dále zde Mladoboleslavský železniční spolek každoročně provozuje projekt „S lokálkou kolem Humprechtu“.[zdroj?]
Mezi Bakovem nad Jizerou a Dolním Bousovem vyjely pravidelné osobní vlaky naposledy v neděli 31. října 2021, provoz osobních vlaků tak byl zcela zastaven.[zdroj?]

### Prodej trati Dolní Bousov – Kopidlno
V listopadu 2014 byla trať Dolní Bousov – Kopidlno (22,370 km, nabídková cena v prvním kole 98 151 120 Kč) jednou z pěti tratí, které stát nabídl k prodeji.
Na konci ledna 2016 bylo oznámeno, že podle materiálu poslaného ministerstvem dopravy do meziresortního připomínkového řízení by tratě Dolní Bousov – Kopidlno a Čížkovice–Obrnice stát měl prodat společnosti AŽD Praha, přičemž prodej ještě čekal na souhlas vlády. Za obě tratě měla celkem zaplatit 10,7 milionu Kč. V soutěži o trať Čížkovice–Obrnice byla jediným zájemcem, v případě trati Dolní Bousov – Kopidlno dal nabídku ještě nejmenovaný manželský pár, ale s výrazně nižší cenou. AŽD Praha chtělo obě tratě využít jako zkušební polygony pro vyvíjené nové zabezpečovací technologie s využitím satelitních systémů. Plánovalo na tratích zachovat provoz a v rámci možností tratě opravit a umožnit i ostatním dopravcům tratě využívat. V podmínkách smlouvy byla povinnost nového majitele zachovat trať v provozuschopném stavu dalších pět let. O nákupu dalších tratí společnost tehdy neuvažovala. K prodeji obou tratí v roce 2016 skutečně došlo.[zdroj?]
V srpnu 2020 AŽD na Twitteru oznámila, že začala trať osazovat moderními technologiemi. Část trati měla být kvůli testování autonomního provozu oplocena. V lednu 2021 AŽD na trati začala s testováním systémů pro autonomní vlaky. Ke zkouškám využívala svůj měřicí vůz ETCS 851.026. V Dětenicích AŽD na jaře 2023 dokončovala instalaci digitální inteligentní technologie s označením DIGITAL 4.0. Má umožnit na trati testovat autonomní provoz vlaků bez strojvedoucích nebo autonomní drony pro diagnostiku infrastruktury tratě. V roce 2023 AŽD budovala u trati čtyři vysílače pro pokrytí úseku Dětenice – Ledkov 5G sítí určenou výhradně pro potřeby železnice, k testování autonomních vlaků. Spuštění 5G sítě plánovala na přelom září a října 2023.
Na jaře 2023 AŽD Praha podepsala s Fakultou dopravní ČVUT v Praze smlouvu o spolupráci při zřízení a využívání Kompetenčního centra, které mělo vzniknout v železniční stanici Dětenice. Mělo být slavnostně otevřeno v prvním čtvrtletí roku 2024.
Zatímco původně AŽD zamýšlela trať využívat pouze pro testování nových technologií, v březnu 2021 oznámila, že uvažuje o zavedení sezonních víkendových vlaků provozovaných na vlastní komerční riziko, ovšem po dohodě s krajem a obcemi. Uvažovala o nasazení vozů 810+010 ze Švestkové dráhy či o dohodě s Mladoboleslavským železničním spolkem, který provozuje výletní vlaky z Mladé Boleslavi s motorovým vozem M131 Hurvínek. Ředitel uvažoval o spojení z Kolína přes Nymburk. Koncem roku 2023 AŽD na svém facebookovém profilu uvedla, že v roce 2025 se na trať vrátí provoz, a to sezónní vlaky (duben–říjen o víkendech, o letních prázdninách denně). V plánu byly tři obraty denně – ráno, kolem poledne a odpoledne. Provoz měl zajišťovat experimentální autonomní motorový vůz EDITA, který vznikal přestavbou motorového vozu řady 810.

## Navazující tratě

### Odbočka Zálučí
- Železniční trať Praha–Turnov

### Dolní Bousov
- Železniční trať Mladá Boleslav – Stará Paka

### Rokytňany
- zrušená Železniční trať Dětenice–Dobrovice

### Odbočka Kamensko
- Železniční trať Nymburk–Jičín

## Stanice a zastávky

Bakov nad Jizerou
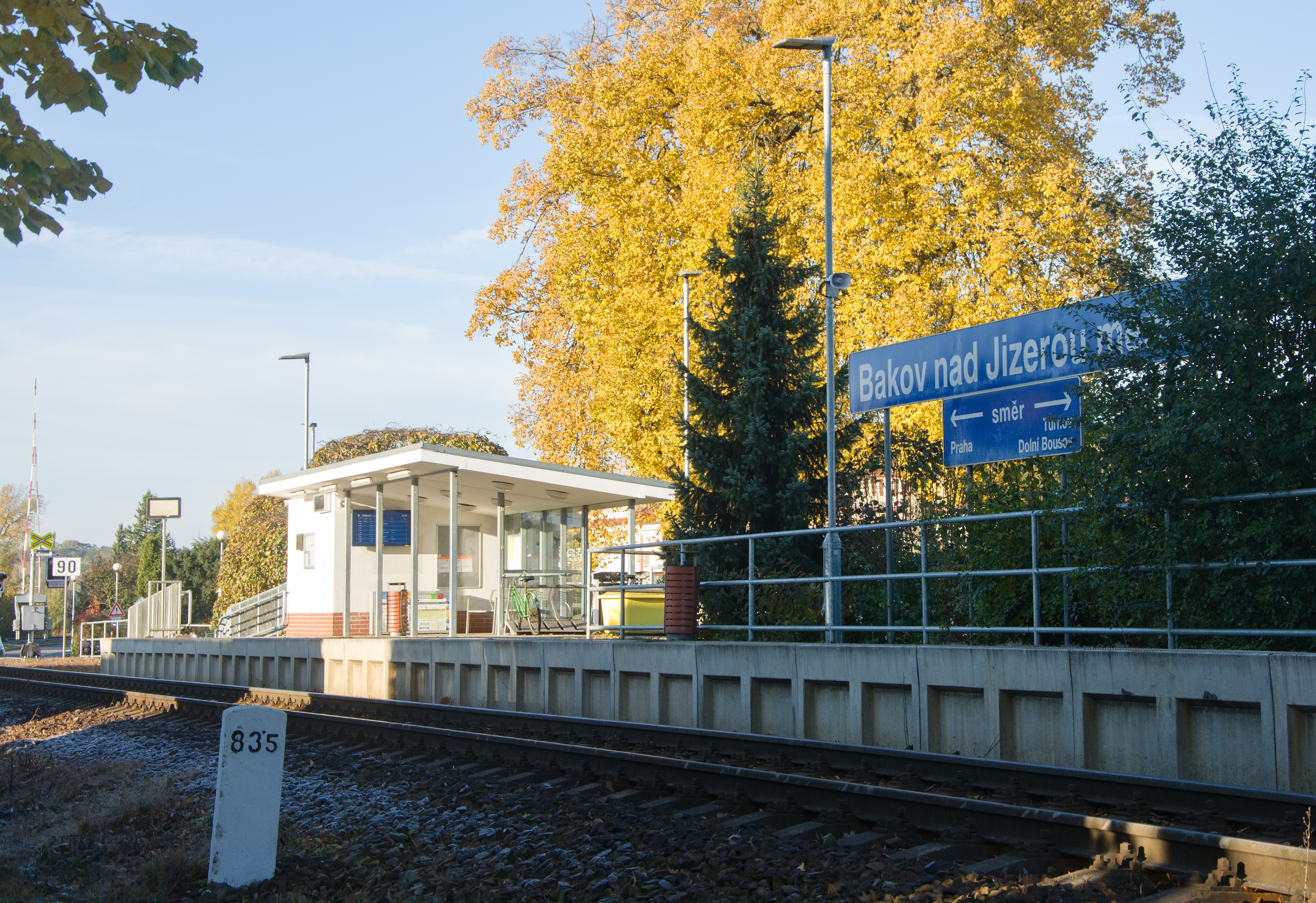
Bakov nad Jizerou město
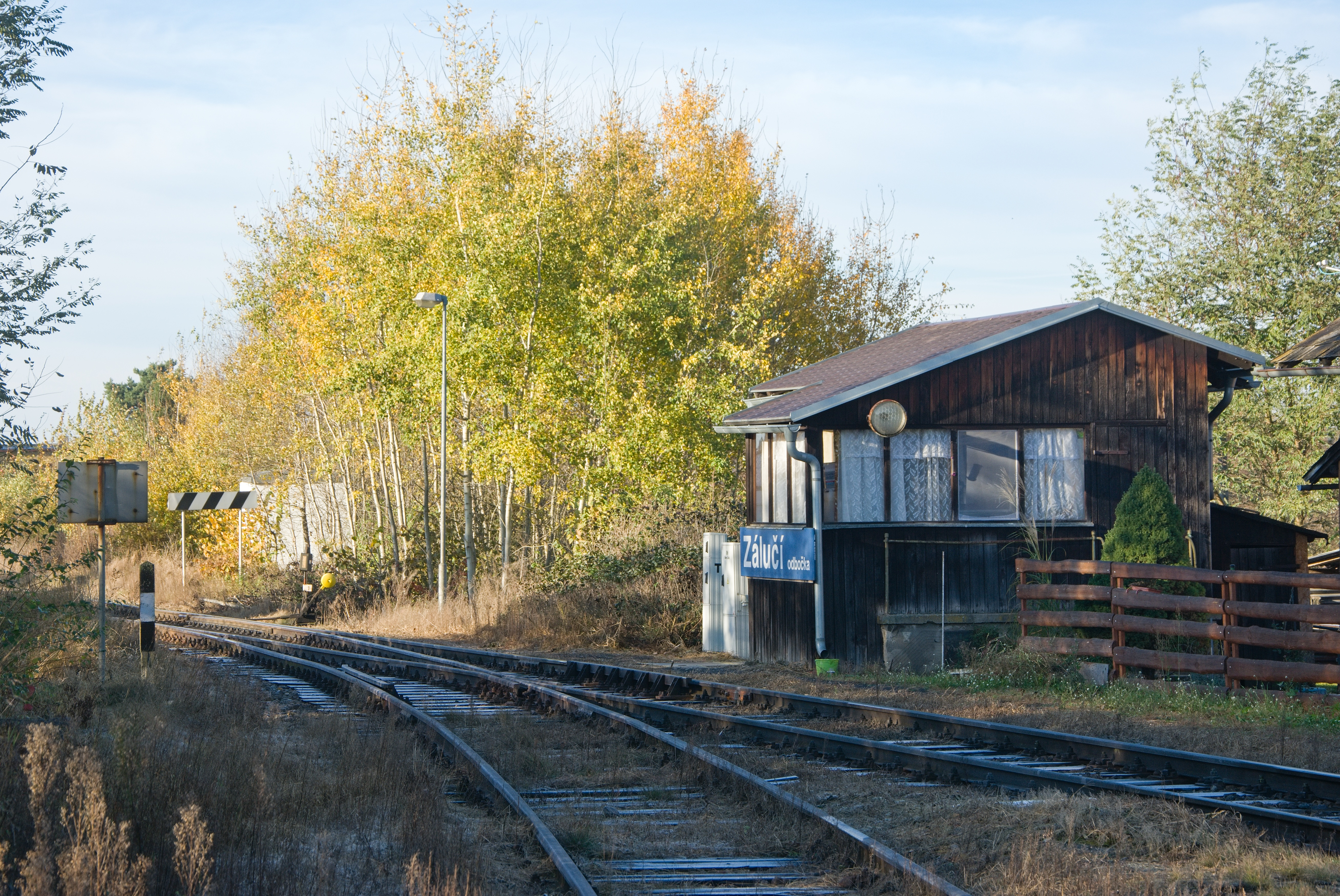
Zálučí (odb.)
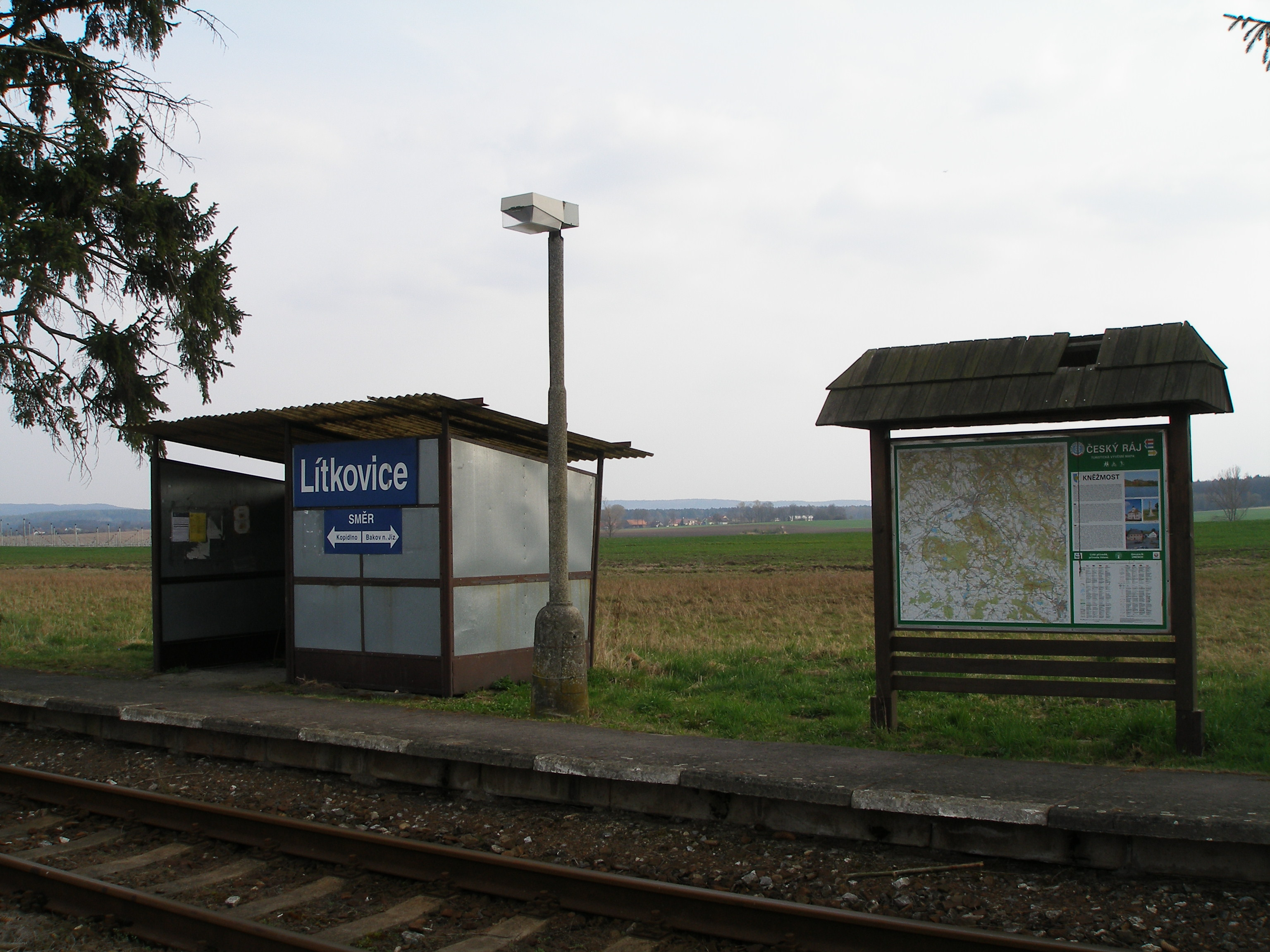
Lítkovice
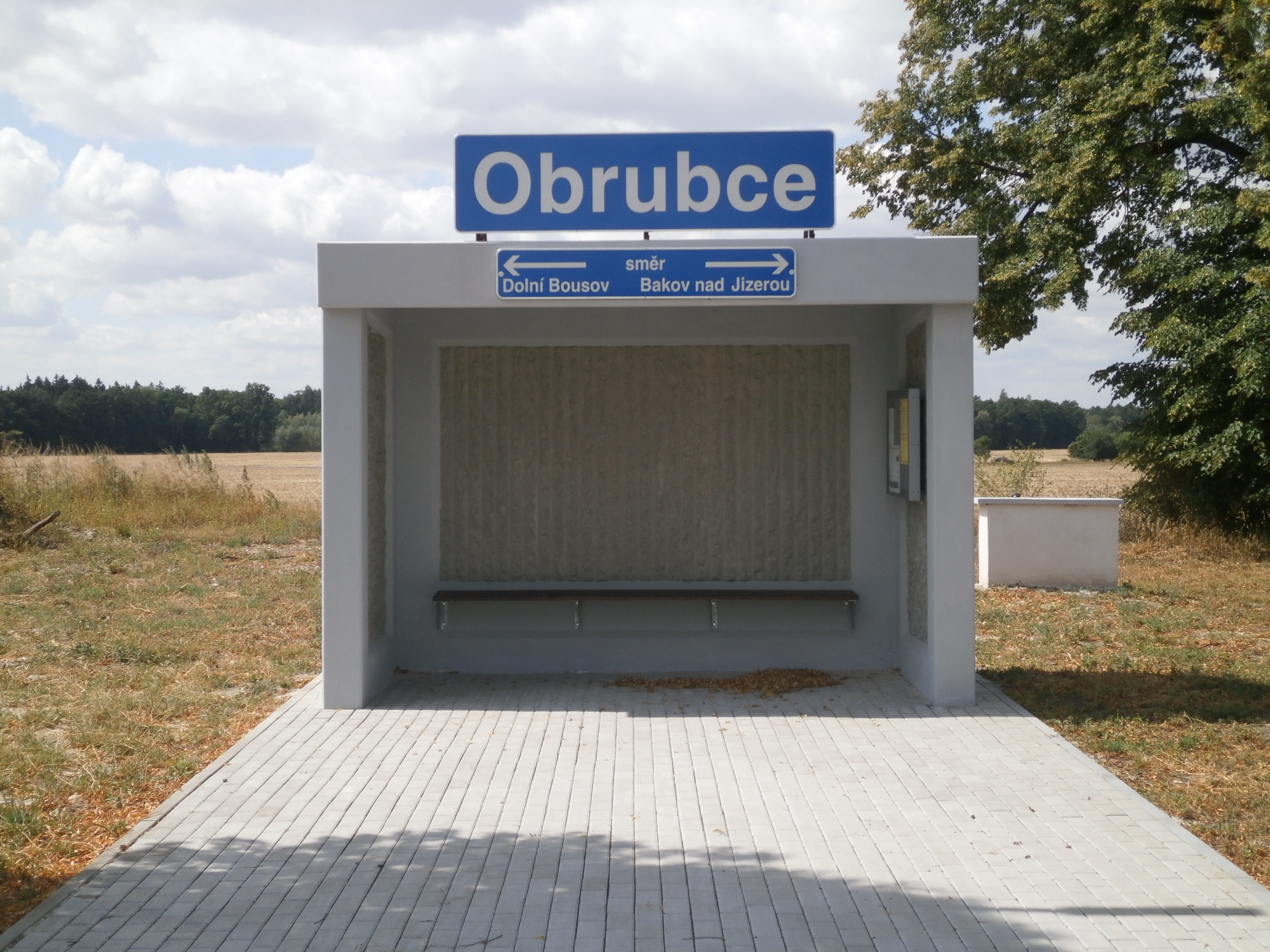
Obrubce
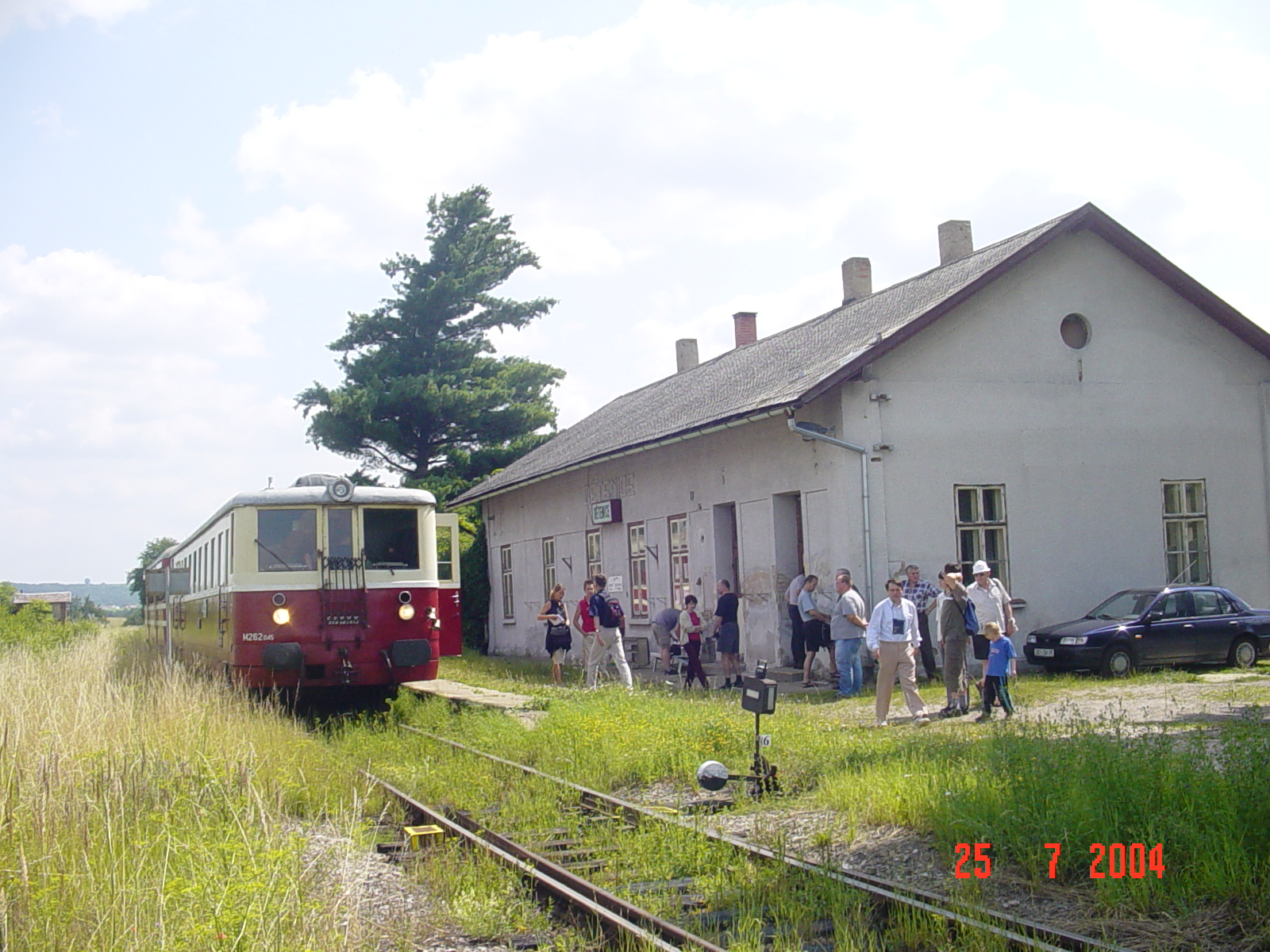
Dětenice
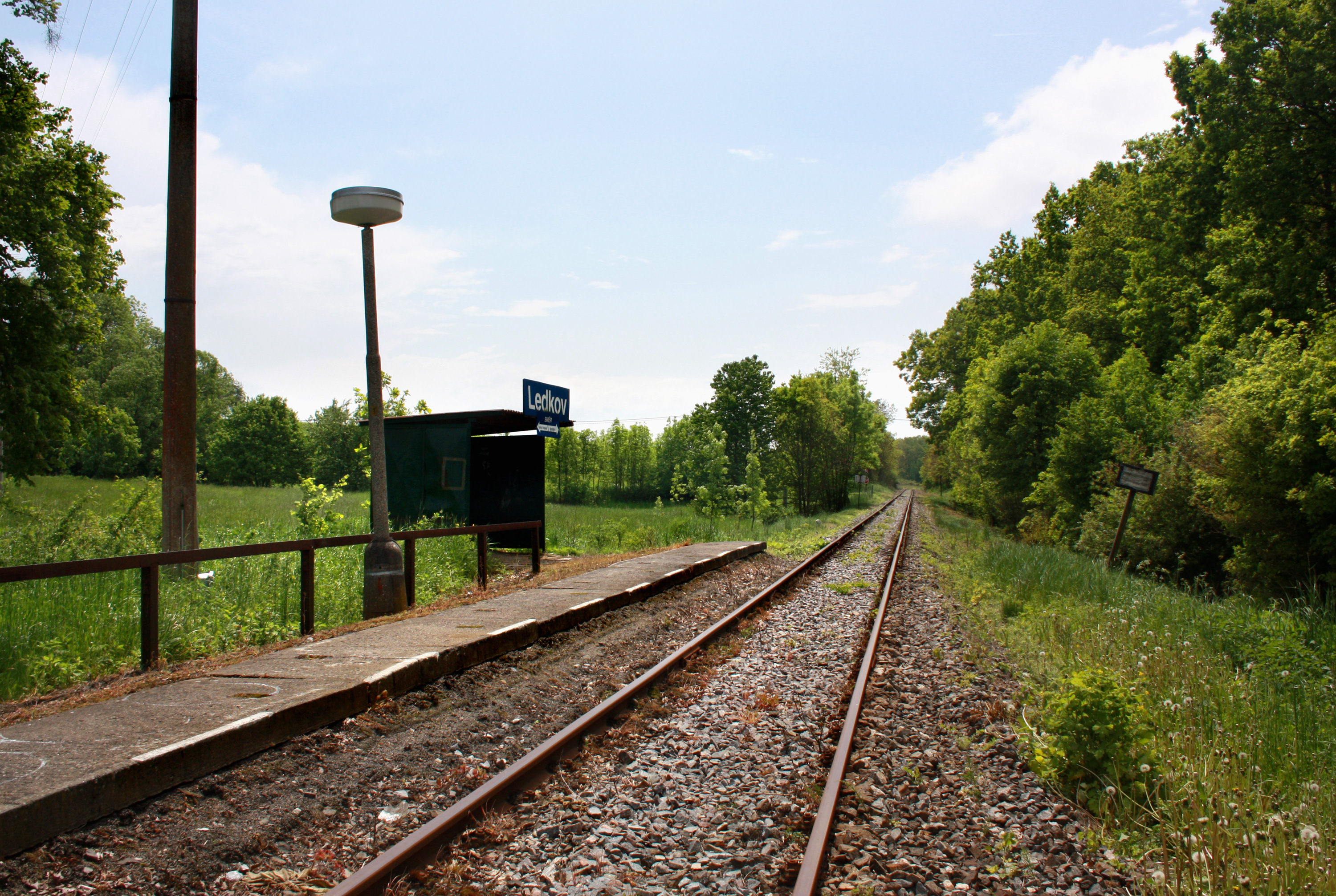
Ledkov
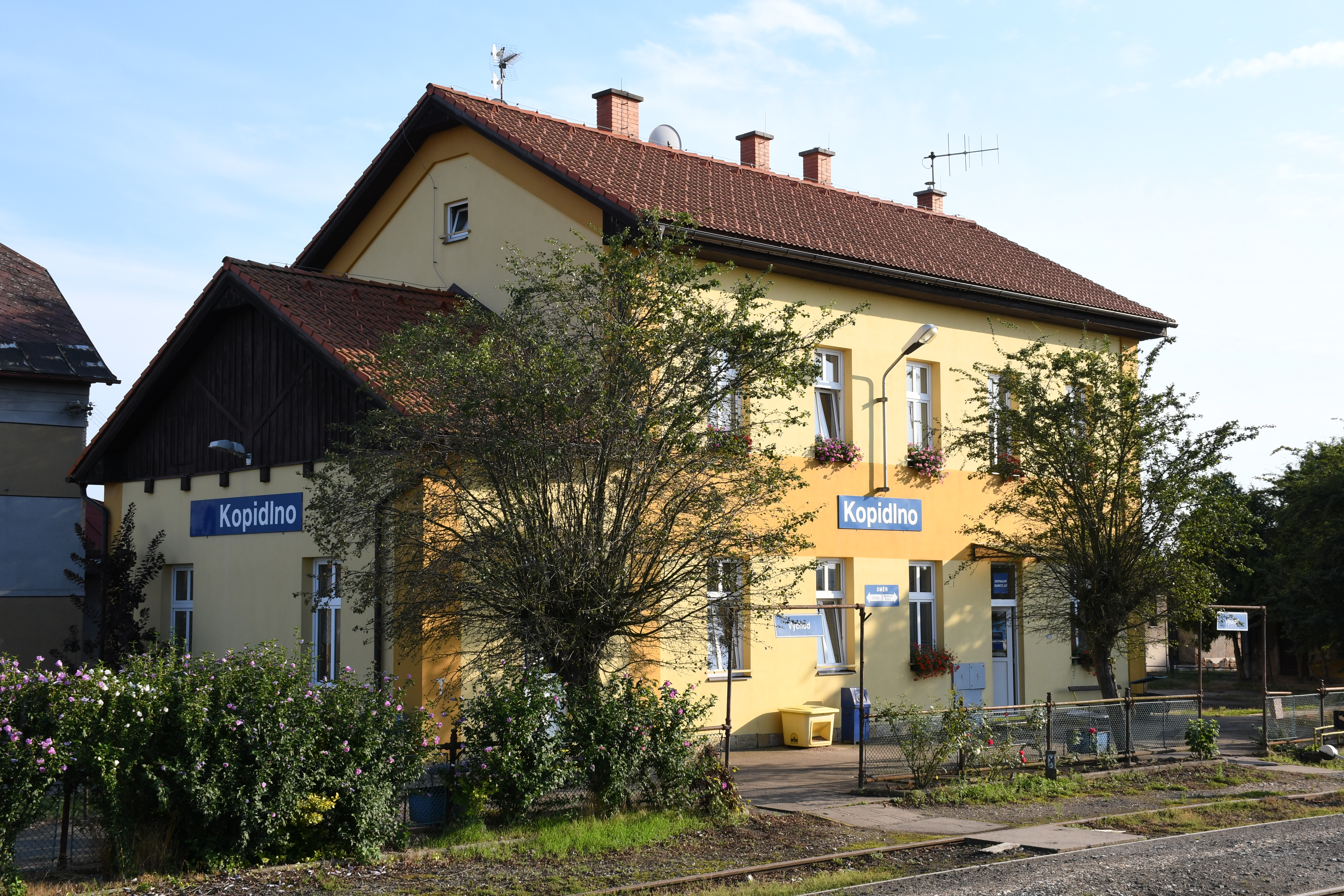
Kopidlno